# Bill Rogers (golf)
 (janvier 2017).
Si vous disposez d'ouvrages ou d'articles de référence ou si vous connaissez des sites web de qualité traitant du thème abordé ici, merci de compléter l'article en donnant les références utiles à sa vérifiabilité et en les liant à la section « Notes et références ».
William Charles Rogers, dit Bill (né le 10 septembre 1951) est un golfeur professionnel américain, notamment connu pour sa victoire au British Open 1981.

## Carrière
Rogers est né à Waco, au Texas. 
Son père était un lieutenant-colonel de l'Armée de l'Air des États-Unis, et Rogers a passé une partie de sa jeunesse au Maroc et en Allemagne. Rogers a commencé à jouer au golf à l'âge de neuf ans et, plus tard, a étudié à l'Université de Houston, où il a joué dans l'équipe de golf "Cougar" et a partagé se chambre avec son future collègue professionnel du PGA Tour, Bruce Lietzke.
Rogers a joué le PGA Tour à temps plein de 1975 à 1988 et a remporté six tournois, dont quatre en 1981. Presque unique pour un golfeur américain, ses deux victoires les plus notables ont été remportées en Grande-Bretagne : le World Match Play Championship Suntory à Wentworth en 1979 et l'Open Championship en 1981 au Royal St George, avec quatre coups d'avance sur Bernhard Langer. Il est le joueur PGA de l'année 1981, et a terminé deuxième du McCormack's World Golf Rankings; il a également été membre de l'équipe de Ryder Cup en 1981.
En 1982, Rogers remporte le PGA Grand Slam of Golf, et mène l'US Open au cours de la dernière journée avant d'échouer de peu. Après une autre victoire sur le Tour en 1983, la carrière de Rogers décline au point qu'il souffre d'épuisement professionnel; il quitte le Tour en 1988 et deviens directeur du golf du Country Club de San Antonio, où il a travaillé pendant 11 ans.
Depuis l'âge de 50 ans en 2001, Rogers a joué sporadiquement sur le Champions Tour, son accomplissement le plus remarquable en tant que joueur fut sa victoire en équipe au Liberty Mutual Legends of Golf de 2002 avec Bruce Lietzke.
Rogers vit à San Antonio au Texas.

## Victoires amateur
Cette liste est peut-être incomplète
- 1972 Southern Amateur

## Victoires Professionnelles

### Victoires sur le PGA Tour (6)
| Majeurs (1)                     |
| Autres tournois du PGA Tour (5) |

| No. | Date            | Tournoi                 | Score              | Par rapport au par | Marge de victoire | Second(s)                                           |
| --- | --------------- | ----------------------- | ------------------ | ------------------ | ----------------- | --------------------------------------------------- |
| 1   | 11 février 1978 | Bob Hope Desert Classic | 69-67-67-67-69=339 | −21                | 2 coups           | Jerry McGee                                         |
| 2   | 29 mars 1981    | Sea Pines Heritage      | 71-69-68-70=278    | −6                 | 1 coup            | Bruce Devlin, Hale Irwin, Gil Morgan, Craig Stadler |
| 3   | 19 juillet 1981 | The Open Championship   | 72-66-67-71=276    | −4                 | 4 coups           | Bernhard Langer                                     |
| 4   | 30 août 1981    | World Series of Golf    | 68-69-71-67=275    | −5                 | 1 coup            | Tom Kite                                            |
| 5   | 4 octobre 1981  | Texas Open              | 67-66-70-63=266    | −14                | Playoff           | Ben Crenshaw                                        |
| 6   | 20 mars 1983    | USF&G Classic           | 69-67-69-69=274    | −14                | 3 coups           | David Edwards, Jay Haas, Vance Heafner              |

#### Résultats en playoff.
| No. | Année | Tournoi                   | Adversaire   | Résultat                                             |
| --- | ----- | ------------------------- | ------------ | ---------------------------------------------------- |
| 1   | 1978  | Western Open              | Andy Bean    | Perd contre un par sur le premier trou de barrage    |
| 2   | 1979  | Byron Nelson Golf Classic | Tom Watson   | Perd contre un birdie sur le premier trou de barrage |
| 3   | 1981  | Texas Open                | Ben Crenshaw | Gagne avec un birdie sur le premier trou de barrage  |

### Victoires sur le Japan Golf Tour (3)
- 1977 Pacific Masters
- 1980 Suntory Open
- 1981 Suntory Open

### Autres victoires (4)
- 1979 Suntory World Match Play Championship
- 1981 Australian Open, New South Wales Open
- 1982 PGA Grand Slam of Golf

### Autres victoires sur le circuit senior
- 2002 Liberty Mutual Legends of Golf – Raphael Division (avec Bruce Lietzke)

## Majeurs

### Victoires (1)
| Année | Tournoi               | après 54 trous  | Score gagnant        | Marge de victoire | Second          |
| ----- | --------------------- | --------------- | -------------------- | ----------------- | --------------- |
| 1981  | The Open Championship | mène de 5 coups | −4 (72-66-67-71=276) | 4 coups           | Bernhard Langer |

### Résultats
| Tournoi               | 1971 | 1972 | 1973 | 1974 | 1975 | 1976 | 1977 | 1978 | 1979 |
| --------------------- | ---- | ---- | ---- | ---- | ---- | ---- | ---- | ---- | ---- |
| Masters Tournament    | DNP  | DNP  | DNP  | DNP  | DNP  | DNP  | DNP  | T29  | DNP  |
| U.S. Open             | CUT  | DNP  | CUT  | DNP  | 61   | DNP  | CUT  | T44  | T4   |
| The Open Championship | DNP  | DNP  | DNP  | DNP  | DNP  | DNP  | DNP  | DNP  | DNP  |
| PGA Championship      | DNP  | DNP  | DNP  | DNP  | DNP  | DNP  | CUT  | T42  | T35  |

| Tournament            | 1980 | 1981 | 1982 | 1983 | 1984 | 1985 | 1986 |
| --------------------- | ---- | ---- | ---- | ---- | ---- | ---- | ---- |
| Masters Tournament    | T33  | T37  | T38  | CUT  | CUT  | CUT  | CUT  |
| U.S. Open             | T16  | T2   | T3   | CUT  | 57   | WD   | CUT  |
| The Open Championship | T19  | 1    | T22  | T8   | CUT  | CUT  | CUT  |
| PGA Championship      | T8   | T27  | T29  | CUT  | DNP  | DNP  | DNP  |

DNP = N'a pas joué
WD = Abandon
CUT = cut manqué
"T" indique une égalité sur un classement
Fond vert pour les victoires. Fond jaune pour les tops 10.

### Résumé
| Tournoi               | Victoire | 2nd | 3rd | Top-5 | Top-10 | Top-25 | Participations | Cuts passés |
| --------------------- | -------- | --- | --- | ----- | ------ | ------ | -------------- | ----------- |
| Masters Tournament    | 0        | 0   | 0   | 0     | 0      | 0      | 8              | 4           |
| U.S. Open             | 0        | 1   | 1   | 3     | 3      | 4      | 13             | 7           |
| The Open Championship | 1        | 0   | 0   | 1     | 2      | 4      | 7              | 4           |
| PGA Championship      | 0        | 0   | 0   | 0     | 1      | 1      | 7              | 5           |
| Totales               | 1        | 1   | 1   | 4     | 6      | 9      | 35             | 20          |

- Plus nombreux cuts consécutifs réussis – 17 (1978 Masters – 1982 PGA)
- Plus longue série de tops 10 – 2 (1981 U.S. Open – 1981 Open Championship)

## Apparitions au sein de l'équipe nationale des U.S.A
Amateur
- Walker Cup: 1973 (vainqueurs)

Professionnel
- Ryder Cup: 1981 (vainqueurs)